# Доня Дубрава
46°19′ пн. ш. 16°49′ сх. д. / 46.31° пн. ш. 16.81° сх. д.
Доня Дубрава (хорв. Donja Dubrava) – громада і населений пункт в Меджимурській жупанії Хорватії.

## Населення
Населення громади за даними перепису 2011 року становило 1 920 осіб, 1 з яких назвав рідною українську мову. 
Динаміка чисельності населення громади:

## Клімат
Середня річна температура становить 10,52°C, середня максимальна – 25,46°C, а середня мінімальна – -6,49°C. Середня річна кількість опадів – 763,00 мм.
| Клімат поселення                              | Клімат поселення | Клімат поселення | Клімат поселення | Клімат поселення | Клімат поселення | Клімат поселення | Клімат поселення | Клімат поселення | Клімат поселення | Клімат поселення | Клімат поселення | Клімат поселення | Клімат поселення |
| Показник                                      | Січ.             | Лют.             | Бер.             | Квіт.            | Трав.            | Черв.            | Лип.             | Серп.            | Вер.             | Жовт.            | Лист.            | Груд.            |                  |
| Середній максимум, °C                         | 5,73             | 7,79             | 12,34            | 17,08            | 22,80            | 25,46            | 24,02            | 23,47            | 19,34            | 14,52            | 8,58             | 4,88             |                  |
| Середня температура, °C                       | −0,4             | 1,69             | 6,20             | 10,96            | 16,69            | 19,36            | 20,18            | 19,63            | 15,50            | 10,68            | 4,74             | 1,05             |                  |
| Середній мінімум, °C                          | −6,49            | −4,45            | 0,10             | 4,86             | 10,57            | 13,23            | 16,34            | 15,78            | 11,66            | 6,84             | 0,90             | −2,8             |                  |
| Норма опадів, мм                              | 39               | 37               | 46               | 60               | 69               | 87               | 82               | 75               | 72               | 64               | 77               | 55               |                  |
| Середньомісячна швидкість вітру, м/с          | 2.20             | 2.50             | 2.80             | 2.80             | 2.50             | 2.30             | 2.20             | 2.00             | 2.00             | 2.10             | 2.20             | 2.29             |                  |
| Середньомісячна сонячна радіація, кДж/м²·день | 3987             | 6785             | 10606            | 15069            | 19266            | 21041            | 21737            | 19057            | 14056            | 8666             | 4479             | 3222             |                  |
| --------------------------------------------- | ---------------- | ---------------- | ---------------- | ---------------- | ---------------- | ---------------- | ---------------- | ---------------- | ---------------- | ---------------- | ---------------- | ---------------- | ---------------- |
| Джерело:                                      |                  |                  |                  |                  |                  |                  |                  |                  |                  |                  |                  |                  |                  |